# Francesco Zuliani
Pour les articles homonymes, voir Zuliani.
Francesco Zuliani (né en 1743 et mort le 10 février 1806) était un médecin italien de la seconde moitié du XVIIIe et du début du XIXe siècle.

## Biographie
Frère du juriste Giuseppe Andrea Zuliani, Francesco Zuliani commença par l'étude de la philosophie, puis de la jurisprudence. Mais enfin la médecine, pour laquelle il avait un goût décidé, l'emporta.
Il alla ensuite pratiquer à Milan et à Brescia en même temps qu'il se lia avec les grandes célébrités médicales d'alors, Johann Peter Frank (1745-1821), Samuel Auguste Tissot (1728-1797), Giovanni Battista Borsieri de Kanilfeld (1725-1785), Antonio Scarpa (1752-1832), Leopoldo Marc'Antonio Caldani (1725-1813).
Il était membre de l'académie de Göttingen, de la Société médicale et de plusieurs sociétés savantes italiennes.
Zuliani mourut le 10 février 1806.

## Œuvres
Francesco Zuliani a laissé les ouvrages suivants :
- De apoplexia prœsertim nervea commentarius, Brescia, 1789, in-8 ;
- De quibusdam cordis affectionibus, ac prœsertim de ejusdem, ut aiunt, prolapsa, spécimen, Brescia, 1805, in-4.

Le professeur Angelo Fornasieri a publié l'éloge de Francesco Zuliani, à Brescia, 1812, in-8.

## Sources
- « Francesco Zuliani », dans Louis-Gabriel Michaud, Biographie universelle ancienne et moderne : histoire par ordre alphabétique de la vie publique et privée de tous les hommes avec la collaboration de plus de 300 savants et littérateurs français ou étrangers, 2e édition, 1843-1865 [détail de l’édition]